# Галијица
Галијица (енгл. Galiot, итал. Galeotta) је мањи ратни брод на весла који се користио на Средоземном мору током 16. и 17. века.

## Еволуција
Галије су биле најважнији и најраспрострањенији тип ратног брода на весла у средњем веку. Развиле су се из византијског дромона у 9. веку, у Венецији и Ђенови, под називом galea italica или mediterranea. После трећег крсташког рата, граде се и ван Средоземља: у Енглеској у 12, а у Француској у 13. веку.
У 13. веку галија је била дуга око 40 м, широка око 5 м, лаке дрвене конструкције са равним дном, газа око 1.5 м, с једним редом весала и 1-2 јарбола са латинским једрима као допунским погонским средством, депласмана 130-145 т, са 120-150 веслача и 40-50 војника, морнара и официра. У другој половини 15. века галије се наоружавају са 3-5 топова, а у 16. веку се повећавају (дужина 50-55 м, ширина 6 м, депласмана 200-300 т, чак и 500 т код тзв. реале - адмиралског брода, са посадом од 200 веслача и 100 морнара и војника). У бици код Лепанта (1571) хришћанске галије имале су по 5 топова: један од 36 фунти у уздужници брода у рембати (прамчаном надграђу), а по два од 9 и 4.5 фунте, десно и лево од њега. Турске галије имале су по 3 топа, 1 од 36 и 2 од 9 фунти. Неке галије имале су по неколико топова од 3 и 1 фунте, постављених у виљушкастим лафетима на апостисима (греде које носе ослонце за весла), на оба бока брода.
На јадранској обали, посебно у Дубровачкој републици, развио се током 16. и 17. века посебан мањи тип галије, назван галијица (итал. Galeotta), или полу-галија (енгл. half-galley). Ова галија била је дуга и уска, складних линија, обично са 30-40 весала (на сваком по 1 веслач). Имала је и 1 јарбол с латинским једром и била наоружана са 6 топова - педријера (лаких гвоздених топова предвиђених за пуњење отпозади, што је омогућавало изузетно брзу паљбу на малим растојањима). Ови јефтини и брзи ратни бродови уживали су велику популарност у Османском царству, нарочито међу берберским гусарима у османској служби. Галијице под командом турских гусара Торгута и Улуџ Алија добро су се показале у биткама код Превезе (1538) и Лепанта (1571).